# Arma letale 4
Arma letale 4 (Lethal Weapon 4) è un film commedia d'azione del 1998, diretto da Richard Donner e interpretato da Mel Gibson e Danny Glover.

## Trama
Martin Riggs e Roger Murtaugh, esperti poliziotti di Los Angeles, sono alle prese con uno psicopatico armato di lanciafiamme e mitra: durante il confronto Roger confessa a Martin che Lorna è incinta, mentre Riggs confessa all'amico che anche Rianne lo è. I due riescono a sbrogliare la situazione in maniera assurda e fermare il pazzo .
La coppia alcuni mesi dopo, ha un incidente con la barca di Roger a cui assiste anche l'amico Leo e si trova a dover chiarire una serie di crimini inerenti all'introduzione clandestina di immigrati cinesi nella città. Ai due viene affiancato Lee Butters, giovane detective di colore che si dimostra particolarmente premuroso nei confronti di Roger (Riggs fa credere al collega che piace a Butters perché quest'ultimo è omosessuale, ma in realtà il giovane ha sposato in segreto la figlia di Murtaugh, Rianne, e quindi cerca di farsi accettare dall'inconsapevole suocero).
Questi, colpito dalla situazione difficilissima in cui gli immigrati si trovano, decide di portare a casa sua la famiglia Hong; i criminali che gestiscono il traffico sono però sulle tracce proprio di questa, in quanto lo zio del capofamiglia è costretto a lavorare per loro in modo da realizzare il denaro falso con cui Wah Sing Ku, boss in ascesa della Triade, è intenzionato a riscattare da un generale cinese corrotto i quattro capi della sua organizzazione, tra cui il fratello maggiore.
Grazie alle loro indagini Riggs e Murtaugh, promossi a capitani ma alla fine degradati di nuovo a sergenti, riescono a sgominare il gruppo e a uccidere Ku dopo un violentissimo scontro. Riggs, dopo aver visitato la tomba della moglie, decide di voler sposare Lorna, mentre Roger accetta in famiglia il genero Butters, dopo aver scoperto la verità. Nella scena finale Riggs e Lorna di sposano in fretta in ospedale prima che lei partorisca un maschietto e Rianne una bambina, per poi fare una foto di famiglia tutti insieme.

## Antagonisti

### Quattro Padri
Sono i quattro capi della Triade tenuti prigionieri da un corrotto generale cinese. Alla fine saranno rilasciati ma verranno uccisi nel corso del film, due da Riggs e Murtaugh e due dal generale cinese corrotto.

### Wah Sing Ku
Massimo sicario della Triade. Ha come obiettivo il rilascio dei Quattro Padri. Si scontrera' con Riggs e Murtaugh per due volte, sconfiggendoli la prima ma venendo a sua volta sconfitto la seconda ed ucciso a colpi di AK-47. È un grande esperto di arti marziali ben più forte dei nemici dei film precedenti, essendo riuscito a fare cose ai limiti delle capacità umane, come intuire la traiettoria di un proiettile e schivarlo, e continuare a combattere anche dopo essere stato trapassato da un arpione. Sono state necessarie le forze combinate di Riggs e Murtaugh per sconfiggerlo.

## Titoli di coda
Alla fine del film, durante i titoli di coda, quello che appare essere un album di foto di famiglia si trasforma presto in un album di foto che riguardano l'intera saga: si vedono nitidamente il produttore Joel Silver, il regista Richard Donner e altri numerosi membri della troupe durante le riprese, insieme a fotogrammi fuori e dentro scena dei primi tre capitoli della saga.

## Sequel
Per anni si è discusso sulla possibilità di concludere la serie con un altro film. Il regista della saga, Richard Donner, ha dichiarato di aver già in mente una storia per Arma letale 5; ma che senza Mel Gibson sarebbe inutile produrre un nuovo film.
L'attore, in effetti, ha detto più volte di non essere interessato a riprendere le vesti di Martin Riggs.
Nel 2007 il sito Moviehole.net ha pubblicato un articolo riguardante lo stato del progetto, che è emerso essere in stallo.
Secondo il sito Digiguide, il film sarebbe dovuto uscire a fine 2009 con o senza cast originale.
In un'intervista su IGN, l'attore Columbus Short ha annunciato di aver ottenuto la parte del figlio di Murtaugh, assicurando il ritorno di Mel Gibson e Danny Glover nei loro celebri personaggi, prolugandosi sull'argomento ha dichiarato che Shane Black ha completato la sceneggiatura.
A metà ottobre, è stato dichiarato che Gibson ha rifiutato la parte, e il regista della saga originale Richard Donner ha spiegato questo come una falla incolmabile se mai la Warner dovesse decidere di proseguire la saga ulteriormente.
A fine gennaio 2020, il regista Richard Donner confermò che il quinto film si sarebbe fatto; il produttore Dan Lin lasciò trapelare la notizia durante la registrazione di uno degli incontri che la rivista The Hollywood Reporter organizza tra i protagonisti della stagione cinematografica, ammettendo: “Stiamo cercando di realizzare l’ultimo film di Arma Letale. E Dick Donner sta tornando. Il cast originale sta tornando. Ed è semplicemente fantastico. La storia è molto personale e Mel e Danny sono pronti a partire, quindi si tratta solo di trovare la sceneggiatura”.
Nel luglio 2021 Richard Donner è deceduto; nonostante ciò, Mel Gibson a novembre 2021 ha confermato di essere in trattative per dirigere e recitare nel quinto film di Arma Letale.  
A giugno 2024 Gibson ha dichiarato in un'intervista che la sceneggiatura era stata completata e che avrebbe diretto il quinto capitolo del franchise di Arma letale, sostenendo che il film sarebbe rimasto fedele alla visione creativa di Donner e confermando il ritorno suo e di Danny Glover nei ruoli di Riggs e Murtaugh.